# Ochrobryum
Ochrobryum là một chi rêu trong họ Dicranaceae.